# Unité urbaine de Carcassonne
L'unité urbaine de Carcassonne est une unité urbaine française centrée sur la ville de Carcassonne, préfecture de l'Aude au cœur de la deuxième agglomération de ce département. 

## Données générales
En 2010, selon l'INSEE, l'unité urbaine de Carcassonne était composée de trois communes, toutes situées dans le département de l'Aude, plus précisément dans l'arrondissement de Carcassonne.
En 2020, l'Insee a procédé à une révision des délimitations des unités urbaines  de la France; celle de Carcassonne est composée de deux communes, soit une de moins qu'en 2010, la commune de Cazilhac.
En 2022, avec 47 387 habitants, elle représente la 2e unité urbaine du département de l'Aude après l'unité urbaine de Narbonne qui occupe le 1er rang départemental. Elle forme avec celle-ci les deux seules unités urbaines de plus de 20 000 habitants du département.
En Occitanie où elle se situe, elle occupe le 16e rang régional après l'unité urbaine de Rodez (15e rang régional) et avant l'unité urbaine de Pamiers qui se positionne au 17e rang régional selon les données du recensement de 2021.

## Composition 2020 de l'unité urbaine
Elle est composée des deux communes suivantes :
| Nom                        | Code Insee | Département | Statut       | Superficie (km2) | Population (dernière pop. légale) | Densité (hab./km2) | Modifier                                    |
| -------------------------- | ---------- | ----------- | ------------ | ---------------- | --------------------------------- | ------------------ | ------------------------------------------- |
| Carcassonne (ville-centre) | 11069      | Aude        | ville-centre | 65,08            | 46 429 (2022)                     | 713                | modifier les données · modifier les données |
| Berriac                    | 11037      | Aude        | banlieue     | 2,67             | 958 (2022)                        | 359                | modifier les données · modifier les données |

## Évolution démographique (zonage de 2020)
| 1968   | 1975   | 1982   | 1990   | 1999   | 2010   | 2015   | 2021   |
| ------ | ------ | ------ | ------ | ------ | ------ | ------ | ------ |
| 43 734 | 42 468 | 41 543 | 43 997 | 44 575 | 48 304 | 46 872 | 47 154 |

## Délimitation de l'unité urbaine de 2010
En 2010, l'INSEE avait procédé à une révision de la délimitation des unités urbaines en France ; celle de Carcassonne a été élargie de deux nouvelles communes (Berriac et Cazilhac) et est maintenant composée de trois communes au lieu d'une lors du recensement de 1999.
L'unité urbaine de Carcassonne selon la nouvelle délimitation de 2010 et population municipale de 2017 (Liste des communes composant l'unité urbaine par ordre alphabétique avec, en caractères gras, la ville-centre telle qu'elle est définie par l'INSEE).
| Nom         | Code Insee | Statut | Superficie (km2) | Population (dernière pop. légale) | Densité (hab./km2) |
| ----------- | ---------- | ------ | ---------------- | --------------------------------- | ------------------ |
| Berriac     | 11037      |        | 2,67             | 958 (2022)                        | 359                |
| Carcassonne | 11069      |        | 65,08            | 46 429 (2022)                     | 713                |
| Cazilhac    | 11088      |        | 3,83             | 1 637 (2022)                      | 427                |

## Évolution démographique (zonage 2010)
L'unité urbaine de Carcassonne affiche une évolution démographique contrastée mais néanmoins nettement positive dans la période 1968-2009. Après avoir connu une baisse de sa population entre 1968 et 1982, elle enregistre une forte progression démographique depuis 1990, franchissant même et pour la première fois de son histoire démographique le cap des 50 000 habitants au recensement de 2009.
| 1968   | 1975   | 1982   | 1990   | 1999   | 2006   | 2011   | 2016   | 2017   |
| ------ | ------ | ------ | ------ | ------ | ------ | ------ | ------ | ------ |
| 43 991 | 43 646 | 42 900 | 45 381 | 46 024 | 49 003 | 49 811 | 48 456 | 48 633 |

#### Données générales
- Unité urbaine
- Aire d'attraction d'une ville
- Liste des unités urbaines de France

#### Données démographiques en rapport avec l'unité urbaine de Carcassonne
- Aire d'attraction de Carcassonne
- Arrondissement de Carcassonne

#### Données démographiques en rapport avec l'Aude
- Démographie de l'Aude